# Reichsanstalt für Arbeitsvermittlung und Arbeitslosenversicherung
Die Reichsanstalt für Arbeitsvermittlung und Arbeitslosenversicherung (RAfAuA) war die erste selbständige Behörde in Deutschland, der die öffentliche Arbeitsvermittlung und Berufsberatung oblag und die Träger der Arbeitslosenversicherung war. Sie gilt als Vorläufer der heutigen Bundesagentur für Arbeit. Die Reichsanstalt wurde 1927 in der Rechtsform einer Körperschaft des öffentlichen Rechts gegründet und 1938 weitgehend in das Reichsarbeitsministerium eingegliedert; 1945 kam jegliche Aktivität zum Erliegen.

## Geschichte
Bereits vor dem Ersten Weltkrieg existierten in Deutschland private Selbsthilfeeinrichtungen in einzelnen Betrieben, Kommunen und gewerkschaftlichen Organisationen, die als Arbeitslosenversicherung organisiert waren und die manchmal staatlich subventioniert wurden. Im Ersten Weltkrieg und auch nachher bei der Demobilisierung entstand politisch der Bedarf, zwischen arbeitsfähigen und arbeitswilligen Erwerbslosen und Armenunterstützung zu unterscheiden und die Erwerbslosen separat zu unterstützen. Zu einer gesetzlichen Arbeitslosenversicherung, wie sie 1911 bereits in Großbritannien geschaffen wurde, kam es zunächst jedoch nicht.
Nicht nur die Arbeitslosenversicherung, sondern auch die Arbeitsvermittlung wurde lokal vorbereitet. Bereits vor dem Ersten Weltkrieg organisierten bestimmte Kommunen und Länder eine öffentliche Arbeitsvermittlung (z. B. Bayern) in sog. „Arbeitsnachweisämtern“. Während des Krieges stiegen die Arbeitslosenzahlen an, und ab 1916 forderte das Militär eine Arbeitspflicht, was zur Einführung des "Hilfedienstgesetzes" führte. Die Erfahrungen des Krieges, aber auch der Wunsch der Gewerkschaften, die Arbeitsvermittlung im ganzen Reich einheitlich zu regeln, führten 1920 zu der Errichtung des "Reichsamts für Arbeitsvermittlung" und 1922 zum Arbeitsnachweisgesetz (ANG), das die Arbeitsvermittlung auf kommunaler Ebene organisierte und das Reichsamt für Arbeitsvermittlung in der "Reichsarbeitsverwaltung" unterbrachte.
Die Koppelung von Arbeitsvermittlung und Arbeitslosenversicherung, wie sie heute noch in Deutschland charakteristisch ist, kam erst mit dem Gesetz über Arbeitsvermittlung und Arbeitslosenversicherung (AVAVG) vom 16. Juli 1927 (RGBl. I S. 187) zustande, das auch die gesetzliche Grundlage für die Errichtung der Reichsanstalt darstellte. Frühere Versuche waren aus finanziellen Gründen gescheitert.
Wegen der Weltwirtschaftskrise ab 1929 und des damit einhergehenden rasanten Anstiegs der Arbeitslosenzahl geriet die Reichsanstalt bald nach ihrem Entstehen in große finanzielle Schwierigkeiten.
In der NS-Zeit wurde die Selbstverwaltung aufgelöst, und die Reichsanstalt erhielt einen rein behördlichen Charakter.
Die Anstalt organisierte ab 1938 im Rahmen eines geheimen Erlasses die systematische Erfassung und Rekrutierung von reichsdeutschen Juden zur Zwangsarbeit.
Durch den Führererlass vom 21. Dezember 1938 (RGBl. I  S. 1892) wurden die Aufgaben und Befugnisse des Präsidenten der Reichsanstalt auf den Reichsarbeitsminister übertragen und die Hauptstelle in Berlin mit der Abteilung II c (Arbeitsvermittlung und Arbeitseinsatz) des Reichsarbeitsministeriums (RAM) zur neuen Hauptabteilung V vereinigt. Die Landesarbeitsämter und Arbeitsämter wurden als unmittelbare Reichsbehörden dem RAM unterstellt. Der Präsident führte seine Aufgaben als Staatssekretär im Reichsarbeitsministerium weiter. Die bisherige Reichsanstalt verwaltete als „Reichsstock für Arbeitseinsatz“ das Beitragseinkommen der Arbeitslosenversicherung weiter.

## Organisatorischer Aufbau
Die Reichsanstalt hatte ihren Sitz in Berlin. Sie gliederte sich in die Hauptstelle, die Landesarbeitsämter und die Arbeitsämter. Diese Struktur übernahm sie vom alten Reichsamt für Arbeitsvermittlung. Auf der Ebene der Arbeitsämter und der Landesarbeitsämter gab es als Organe der Selbstverwaltung die Verwaltungsausschüsse, die sich aus dem Vorsitzenden des Amtes und zu je gleichen Teilen aus den Vertretern der Arbeitgeber, der Arbeitnehmer und der öffentlichen Körperschaften zusammensetzten. Auf der Ebene der Hauptstelle gab es einen entsprechend zusammengesetzten Verwaltungsrat. Oberstes Organ der Reichsanstalt war der Vorstand, der aus dem Präsidenten als Vorsitzendem und aus 15 Beisitzern bestand (je 5 aus jeder der genannten Gruppen). Der Präsident war dem Reichsarbeitsminister unterstellt. Zu ihrem ersten Präsidenten wurde am 20. August 1927 von Reichspräsident Paul von Hindenburg der Präsident der Reichsarbeitsverwaltung, Geheimer Regierungsrat Friedrich Syrup ernannt. Damit war er oberster Chef von 13 Landesarbeitsämtern und 361 Arbeitsämtern im Deutschen Reich. Er wurde später als Reichsarbeitsminister ins Kabinett Schleicher berufen (3. Dezember 1932 bis 28. Januar 1933). Am 18. Februar 1933 wurde Friedrich Syrup zurück auf die Stelle des Präsidenten der Reichsanstalt versetzt.

## Landesarbeitsämter 1927
| Landesarbeitsamt-Bezirk | Sitz           | Zuständigkeitsbereich                                                                                     |
| ----------------------- | -------------- | --- |
| Brandenburg             | Berlin         | Berlin, Provinzen Brandenburg und Grenzmark Posen-Westpreußen                                             |
| Bayern                  | München        | Land Bayern (ohne Regierungsbezirk Rheinpfalz)                                                            |
| Hessen                  | Frankfurt/Main | Provinz Hessen-Nassau, Volksstaat Hessen                                                                  |
| Mitteldeutschland       | Erfurt         | Provinz Sachsen, Länder Anhalt und Thüringen, Landkreis Schmalkalden                                      |
| Niedersachsen           | Hannover       | Provinz Hannover, Länder Oldenburg, Braunschweig, Schaumburg-Lippe und Bremen                             |
| Nordmark                | Hamburg        | Provinz Schleswig-Holstein, Länder Mecklenburg-Schwerin und -Strelitz, Lübeck und Hamburg                 |
| Ostpreußen              | Königsberg     | Provinz Ostpreußen                                                                                        |
| Pommern                 | Stettin        | Provinz Pommern                                                                                           |
| Rheinland               | Köln           | Rheinprovinz, Landesteil Birkenfeld (Land Oldenburg)                                                      |
| Sachsen                 | Dresden        | Land Sachsen                                                                                              |
| Schlesien               | Breslau        | Provinzen Nieder- und Oberschlesien                                                                       |
| Südwestdeutschland      | Stuttgart      | Länder Baden und Württemberg, Regierungsbezirk Hohenzollern (preuß.), Regierungsbezirk Rheinpfalz (bayr.) |
| Westfalen               | Dortmund       | Provinz Westfalen, Land Lippe                                                                             |